# La nuit sera longue (film)
Pour les articles homonymes, voir La nuit sera longue.
Pour plus de détails, voir Fiche technique et Distribution.
La nuit sera longue est un film français de moyen métrage, réalisé, coécrit et interprété par Olivier Torres, sorti en 2003.
Il a remporté le Prix Jean-Vigo en 2004.

## Fiche technique
- Réalisateur :Olivier Torres

## Distribution
- Olivier Torres : Jean, un écrivain indolent, le père divorcé de Simon
- Lou Rambert-Preiss : Simon, son fils qui passe avec lui un samedi au Jardin d'acclimatation
- Cécile Ducrocq : sa mère, qui vit maintenant avec François
- Alex Descas : François, le nouveau compagnon de la mère de Simon
- Marie Menges : Laetitia
- Joana Preiss : une maîtresse de Jean